# Karlheinz Krauth

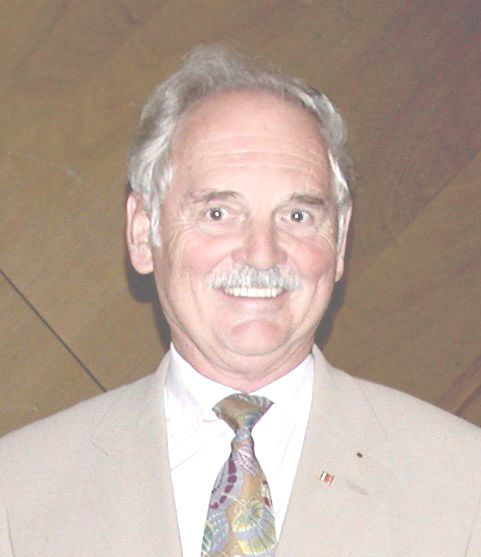
Karlheinz Krauth, 2004

 Karlheinz Krauth (* 2. Juni 1936 in Bad Cannstatt; † 9. Oktober 2020 in Stuttgart-Degerloch) war ein deutscher Bauingenieur und Professor der Universität Stuttgart. Er wurde 1987 zum Professor ernannt und war bis zu seiner Pensionierung im Oktober 2000 Leiter der Abteilung Abwassertechnik am Institut für Siedlungswasserbau, Wassergüte- und Abfallwirtschaft (ISWA) der Universität Stuttgart.

## Leben
Karlheinz Krauth wurde am 2. Juni 1936 in Bad-Cannstatt geboren. Er studierte von 1956 bis 1961 an der TH Stuttgart Bauingenieurwesen und vertiefte sich im Fachgebiet Siedlungswasserbau. Bereits seine erste Stelle als Leiter des Klär- und Kompostwerks Baden-Baden führte ihn an die Probleme der Abwassertechnik heran. Der hohe Praxisbezug zeigte sich auch später bei allen seinen Forschungstätigkeiten.
Im Jahr 1971 promovierte er an der Universität Stuttgart bei Karl Heinz Hunken und Baldefried Hanisch zum Dr.-Ing. mit dem Thema „Der Abfluss und die Verschmutzung des Abflusses in Mischwasserkanalisationen bei Regen“. Für diese Arbeit erhielt er im Jahre 1971 den Karl-Imhoff-Preis. 1972 wurde er Leiter der Abteilung Abwassertechnik an dem genannten Institut in Stuttgart, und im Jahre 1974 erfolgte die Ernennung zum wissenschaftlichen Rat. Im Jahre 1987 wurde die Stelle in die Professur für Abwassertechnik überführt. Die von Karlheinz Krauth initiierten 15 Dissertationen reichen von der Regenwasserbehandlung, der Blähschlammbildung, der Stickstoff- und Phosphorentfernung, der anaeroben Abwasserreinigung und der Schlammfaulung bis zum Membranbelebungsverfahren. Zusammen mit Carl-Heinz Burchard und Dieter Groche wirkte Karlheinz Krauth in der ersten Lehrergeneration der ATV-Kläranlagennachbarschaften ebenso mit, wie in den Klärwärtergrundkursen und Klärfacharbeiterkursen. Für diese ehrenamtlichen Tätigkeiten erhielt er 1983 die Goldene Ehrennadel der ATV und 1995 das Bundesverdienstkreuz.
Karlheinz Krauth verstarb am 9. Oktober 2020 in seiner Heimatstadt Stuttgart.

## Leistungen
Mit seiner Doktorarbeit legte er den Grundstein für den heute selbstverständlichen Bau von Regenüberlaufbecken in Mischsystemen. Die Umsetzung seiner Forderungen, die riesige Investitionen auf Seiten der Kommunen erforderlich machten, hat wesentlich zur Verbesserung der Gewässergüte beigetragen. Neben seinen Arbeiten zur Regenwasserbehandlung beim Mischverfahren, die wesentlichen Einfluss auf das Arbeitsblatt ATV-A 128 "Richtlinien für die Bemessung und Gestaltung von Regenentlastungen in Mischwasserkanälen" hatten, umfasste sein Forschungsgebiet das gesamte Gebiet der Abwasserreinigung und der Schlammbehandlung. Er war deshalb auch in zahlreichen ATV-Fachausschüssen und Arbeitsgruppen tätig. Drei Auflagen des ATV-A 131 "Bemessung von Belebungsanlagen" gestaltete er mit und war auch von 1987 bis 1999 Sprecher des ATV-Hauptausschusses "Gewässerschutz und Abwasserreinigung". Auch die Einführung der Denitrifikation ist untrennbar mit dem Namen Karlheinz Krauth verbunden.
Seine Arbeiten auf dem Gebiet der Membran- bzw. Ultrafiltration wurden zum Grundstein eines 1987 patentierten Verfahrens zur biologischen Abwasserreinigung, welches er gemeinsam mit Karl F. Staab entwickelte. Dabei ermöglicht ein druckbeaufschlagter Bioreaktor und eine daran angeschlossene Membranfilter- oder Ultrafiltrationseinrichtung eine Steigerung der Konzentration des im System befindlichen biologisch aktiven Schlamms, wodurch sich die Einhaltung extrem hoher Reinigungsgrade erzielen lässt. Das aus seinen Arbeiten hervorgegangene System war eines der ersten aus einer Reihe parallel entwickelter Membran-Bioreaktor-Systeme. Es wurde auch kommerziell erfolgreich.
Karlheinz Krauth war außerdem wissenschaftlicher Leiter der Fachkonferenz „Stuttgarter Siedlungswasserwirtschaftliches Kolloquium“ und Herausgeber einiger Tagungsbände dieser Konferenz.
Darüber hinaus organisierte er zahlreiche ATV-Grund- und Facharbeiterkurse, bei denen er auch vortrug und er war zwölf Jahre als Lehrer bei der bundesweit ersten ATV-Kläranlagen-Nachbarschaft in Baden-Württemberg tätig.
Kurz vor seinem Ruhestand widmete sich Karlheinz Krauth u. a. der Ausbildung von chinesischen Abwasseringenieuren und dem Betriebspersonal von Klärwerken im deutsch-chinesischen Ausbildungszentrum Abwasserbehandlung in Qingdao. Er hat das Zentrum initiiert und war sehr aktiv in der Gestaltung und Abwicklung der dortigen Kurse. 2001 übergab er dieses Projekt an seinen Nachfolger am ISWA, Johannes Pinnekamp.

## Auszeichnungen und Ehrungen
- 1971 Karl-Imhoff-Preis der DWA[21]
- 1983 Goldene Ehrennadel der DWA[22]
- 1995 Bundesverdienstkreuz der Republik Deutschland[23]
- 2004 Max-Prüß-Medaille der DWA[24]

## Werke (Auswahl)
- Karlheinz Krauth (Hrsg.): Kostenoptimierung bei der Abwasserbehandlung – 73. Siedlungswasserwirtschaftliches Kolloquium am 24.09.1998. Stuttgarter Berichte zur Siedlungswasserwirtschaft. Band 149, 1998, ISBN 978-3-486-26447-0.

- Karlheinz Krauth (Hrsg.): Nachhaltige Wasserwirtschaft und Stand der Technik – 74. Siedlungswasserwirtschaftliches Kolloquium am 05. Oktober 1999. Stuttgarter Berichte zur Siedlungswasserwirtschaft. Band 154, 1999, ISBN 978-3-486-26478-4.

- Karlheinz Krauth (Hrsg.): Gegenwart und Zukunft der Siedlungswasserwirtschaft – 75. Siedlungswasserwirtschaftliches Kolloquium am 10. Oktober 2000. Stuttgarter Berichte zur Siedlungswasserwirtschaft. Band 161, 2000, ISBN 978-3-486-26484-5.